# Liste von Burgen, Schlössern und Festungen in Belarus
Diese Liste führt Burgen, Schlösser und Festungen in Belarus auf.
- Schloss Baryssau
- Schloss in Brest
- Schloss Halschany
- Schloss Heranjony
- Schloss Hrodna
- Schloss Kamjanez "Belaja Wescha"
- Schloss in Kojdanau
- Schloss Kossawa
- Burg Krewa
- Schloss Lepel
- Schloss Lida
- Schloss Mir
- Schloss Ljubtscha
- Schloss Nawahrudak
- Schloss Njaswisch
- Schloss Ruschany
- Schloss Saslauje
- Schloss in Smaljany

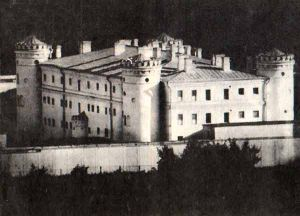
Pischtschalauski samak

- Schloss Smolensk, heute zu Russland gehörig

- Karte mit allen verlinkten Seiten:
- OSM |
- WikiMap